# Dekanat Otwock-Kresy
Dekanat Otwock-Kresy – jeden z dekanatów diecezji warszawsko-praskiej, w jego skład wchodzi 8 parafii.

## Parafie
| Lp. | Miejscowość / parafia                             | Proboszcz / administrator       | Zdjęcie |
| --- | ------------------------------------------------- | ------------------------------- | ------- |
| 1   | Celestynów Wniebowzięcia Najświętszej Maryi Panny | ks. Mirosław Wasiak             |         |
| 2   | Józefów Matki Bożej Częstochowskiej               | ks. prał. Kazimierz Gniedziejko |         |
| 3   | Józefów-Michalin św. Jana Chrzciciela             | Ks. Piotr Klimek                |         |
| 4   | Józefów-Błota św. Maksymiliana Marii Kolbego      | Ks. Przemysław Ludwiczak        |         |
| 5   | Karczew św. Wita                                  | ks. Andrzej Sobczyk             |         |
| 6   | Otwock Matki Bożej Królowej Polski                | ks. Hubert Walczyk              |         |
| 7   | Otwock Miłosierdzia Bożego                        | ks. Krzysztof Filipowicz        |         |
| 8   | Otwock św. Teresy od Dzieciątka Jezus             | ks. Michał Popowski MSF         |         |
| 9   | Otwock Wielki Matki Bożej Ostrobramskiej          | ks. Janusz Krzyżewski           |         |
| 10  | Stara Wieś Matki Bożej Anielskiej                 | ks. kan. Krzysztof Cąkała       |         |